# Be My World
Be My World è un singolo del gruppo house italiano Milky, pubblicato nel 2003.

## Descrizione
È il terzo singolo prodotto dal gruppo e fa parte del loro unico album, "Star" del 2002. È stata scritta e prodotta da Giuliano Sacchetto e Giordano Trivellato.

## Tracce
US Single
1. Be My World (Radio edit) – 3:43
2. Be My World (Extended Mix) – 6:19
3. Non So Perché (Be My World) (Radio edit) – 3:43
4. Just the Way You Are (Gardeweg remix) – 6:03

## Classifiche
| Classifica (2002-2003)                              | Posizione |
| --------------------------------------------------- | --------- |
| Sverigetopplistan - Svezia                          | 52        |
| US Dance/Mix Show Airplay (Billboard) - Stati Uniti | 4         |